# Listen (album av Nine)
Listen är Nines debutalbum, utgivet på Startracks 1996. Spår nummer tio finns inte listad i konvolutet.

## Låtlista[1]
All musik är skriven av Nine. Textförfattare är Benjamin Vallé och Johan Lindqvist (spår 1-4, 6-9) och Henrik Lindqvist (5).
1. "Without Questioning" - 2:58
2. "Common Ground" - 3:02
3. "The Drying Well" - 2:45
4. "Silence" - 3:07
5. "For Me to Define" - 3:18
6. "Unprotected" - 2:45
7. "Reflection" - 2:21
8. "Everything" - 3:15
9. "Fall" - 3:52
10. "Untitled" - 3:06

## Personal[1]
- Benjamin Vallé - Gitarr
- Johan Lindqvist - Sång
- Tor Castensson - Trummor
- Oskar Eriksson - Bas
- Pingu - Bas
- Nklas Wendt - Layout
- Lars Hoffsten - Konstnär
- Fred Estby - Producent
- Peter in de Betou - Mastering